# Kościół Najświętszej Maryi Panny Królowej Polski w Krakowie (Wola Justowska)
Kościół Najświętszej Maryi Panny Królowej Polski – kościół znajdujący się pierwotnie w Komorowicach, następnie przeniesiony do Woli Justowskiej w Krakowie. 

## Historia
Kościół zbudowany został prawdopodobnie w 1. połowie XVI w. Przed 1644 r. rozbudowany. Znajdował się wówczas we wsi Komorowice i nosił wezwanie św. Jana Chrzciciela. Kilkakrotnie odnawiany, prawdopodobnie przez pewien czas służył jako protestancki dom modlitwy.
Pod koniec lat 40. XX w. został przeniesiony do Woli Justowskiej z przeznaczeniem na element zakładanego wówczas skansenu (którego ostatecznie jednak nie zrealizowano), w 1951 r. został też kościołem parafialnym (w Komorowicach przed drugą wojną światową zbudowano większy kościół, murowany).
Był to drewniany kościół konstrukcji zrębowej, z wieżą (której hełm ozdobiony był czterema mniejszymi wieżyczkami) nad wejściem do kościoła i sygnaturką na dachu. Posiadał prostokątną nawę i wyodrębnione prezbiterium, zamknięte trzema ścianami ośmioboku, do kościoła przylegała zakrystia i dwie kruchty, a całą świątynię otaczały soboty. W nawie, od zachodniej strony, wznosił się wsparty na dwóch słupach chór muzyczny, na belce tęczowej znajdował się krucyfiks z XVI w. 
Kościół spłonął w nocy z 13 na 14 lipca 1978 r.

### Kościół w latach 1984–2002

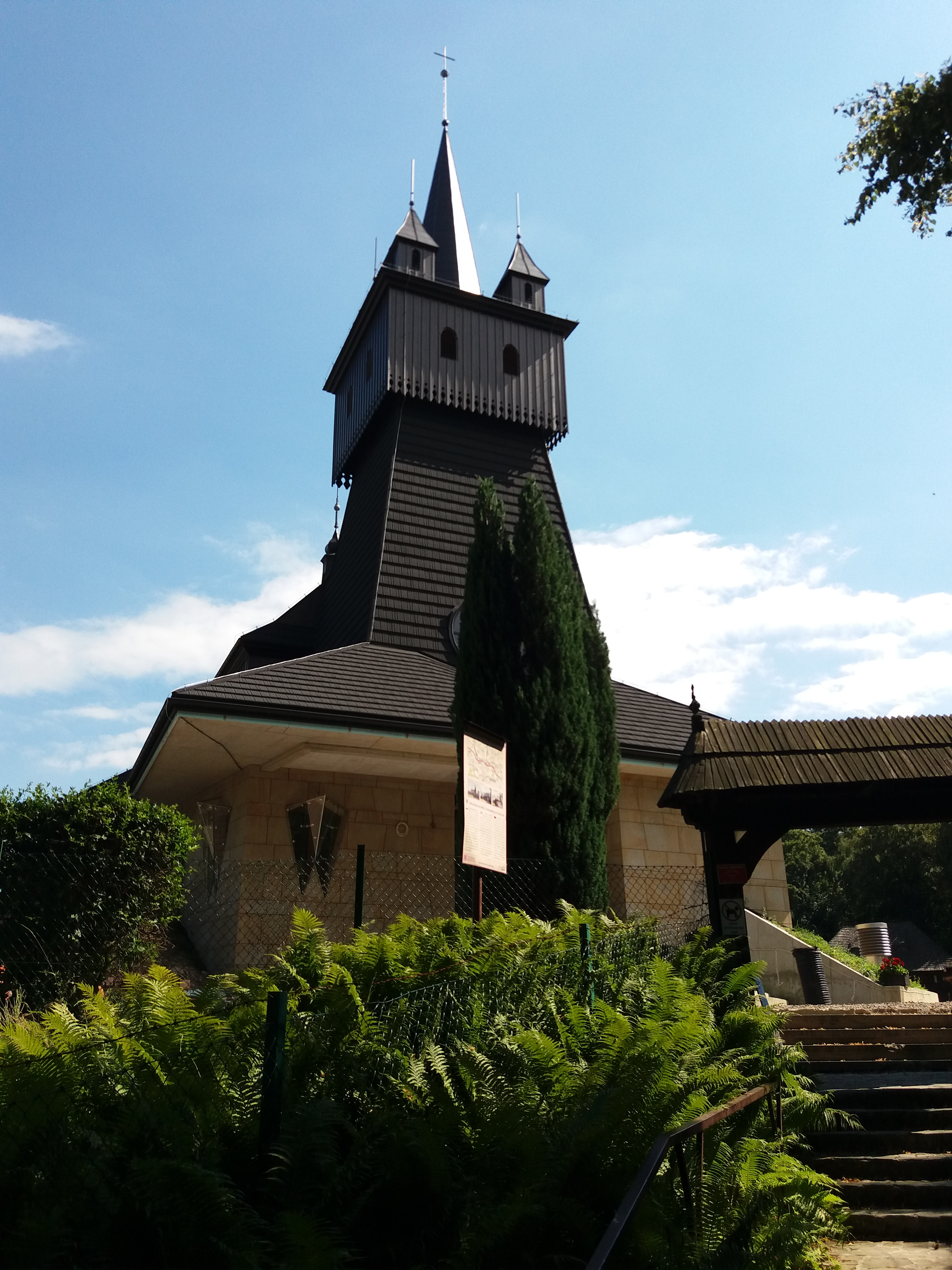

Wkrótce po pożarze podjęto decyzję o jego odbudowie pod kierunkiem Janusza Gawora. Kościół został na nowo konsekrowany w 1984 r. Odtworzono wiernie drewnianą konstrukcję starego kościoła z Komorowic, posadowiono ją jednak na murowanej krypcie, w której umieszczono rzeźby Bronisława Chromego. Ta budowla z kolei spłonęła w nocy z 5 na 6 kwietnia 2002 r., ocalała z pożaru jedynie murowana krypta. Najbardziej prawdopodobną przyczyną było podpalenie. W 2013 r. zatrzymano podejrzanego o podpalenie kościoła.

### Kościół po roku 2009
Od czasu pożaru trwały starania o odbudowę kościoła. W 2009 r. przedstawiony został projekt budowy większego obiektu murowanego. Decyzja ta wzbudziła jednak duże kontrowersje wśród mieszkańców miasta oraz w kręgach konserwatorskich.
W 2016 r. rozpoczęła się odbudowa kościoła według nowego projektu. Nowy projekt przewidywał budowę murowanego przyziemia, przekrytego emporą jako chóru nad nawą główną oraz budowę na poziomie chóru obiektu odtwarzającego bryłę spalonego kościoła.
Kościół został oddany do użytkowania w maju 2020 r.

## Odniesienia w kulturze
W kościele nakręcono ostatnią scenę filmu „Potop” w reżyserii Jerzego Hoffmana.